# 性腺初育
性腺初育是指在青春期階段初期的生殖腺變化。由於腦下垂體促性腺激素的影響，女性的卵巢及男性的睪丸會開始成長，並分泌性激素，其中最主要的是雌二醇及睾酮。
- 對於少年而言，睪丸成長是性腺初育的第一個身體變化，一般會出現在青春期。
- 對於少女而言，卵巢的成長無法直接看到，一般會用乳房初长及體型的快速成長視為性腺初育的依據。

性腺初育和肾上腺皮质机能初现不同，性腺初育表示青春期的開始，而肾上腺皮质机能初现是另外一個獨立的機制。

## 生理學

控制性腺初育的下視丘-腦下垂體-性腺軸線（hypothalamic-pituitary-gonadal axis）

青春期受到許多因素的影響，包括基因、胎兒期、營養以及環境等因素。青春期開始的年齡也會受到父母青春期開始年齡的影響。女性的青春期一般從9歲開始，男性則從11歲開始。已有證據表示體重和營養情形也會影響青春期開始的時間，影響方式是透過脂肪組織激素信號的輸入。青春期和性腺及腦下垂體的發展有關。腦下垂體會在青春期過程中使性腺成熟，並且刺激體味、腋毛以及痤瘡的產生。
性腺初育是由下丘脑的大神經元引發的，大神經元會分泌稱為促性腺激素釋放激素（GnRH）的激素，此激素會讓腦下垂體前葉分泌促卵泡激素（FSH）及黄体生成素（LH）。
性腺初育是青春期的開始，是性腺（或初級生殖器官）成熟的過程，是由下丘腦分泌的促性腺激素釋放激素（GnRH）所引發的。GnRH的釋放也引發激素釋放，來啟動卵巢和睪丸的成熟。激素的釋放主要是透過下視丘-腦下垂體-性腺軸線（hypothalamic-pituitary-gonadal axis）來調節，此為在懷孕和胎兒發育過程就已活化的激素信號系統，在性腺初育時會再度活化，以調節GnRH的脈衝釋放。而GnRH會刺激促卵泡激素（FSH）及黄体生成素（LH）的釋放。此活化也會受到性腺初育時所釋放蛋白質kisspeptin的影響。kisspeptin的產生調節青春期時的GnRH脈衝釋放，以及胎兒發育時的GnRH活性。在性腺初育開始之前，下視丘分泌激素的刺激會被中樞神經系統的GABA能-釋放抑制神經元（GABAergic-releasing inhibitory neuron）所抑制。有些抑制的輸入也來自女性還不成熟的卵巢分泌的雌激素。

### 青春期現象
- 第二性徵
- 男性：初精
- 女性：初潮（初經）、乳房初長
- 阴毛初现